# As Prisões
"As Prisões" (em francês:  Les Prisons) é uma obra de 30 páginas escrita em  francês por Piotr Kropotkin e publicada em 1897. É uma nova revisão do panfleto "Prisons and their moral influence on prisoners" publicado em 1877, que fora utilizado por ele anteriormente em um discurso e, mais tarde, teve seu texto revisado e incluído como o nono capítulo do livro "In Russian and French Prisons" (1887).
Nesta obra, Kropotkin utiliza de sua experiência com as vistorias que fez aos cárceres da Sibéria e dados numéricos reais da época para analisar os sistemas prisionais existentes em diversos lugares, tais como França, Inglaterra e Rússia. Ele considera os manicômios uma outra forma de prisão. Para o autor, as prisões não conseguem humanizar o homem, sendo mais danosas do que benéficas ao constituir verdadeiras escolas do crime, e a melhor coisa a se fazer em relação a elas seria destruí-las.

## Visão geral
A introdução do ensaio relembra que, uma vez preso, o homem voltará para a sociedade. No entanto, Kropotkin aponta a grande quantidade de reincidência na França do século XIX, de forma que grande parte daqueles que são presos, acabam voltando para a prisão por outro delito, geralmente mais grave do que o primeiro. Estudiosos da criminologia já concordavam com o autor na época. Homens que foram presos por furto, voltavam para a prisão por assalto; presos por pequenos casos de violência, voltavam por assassinato.
Por mais que o sistema carcerário passasse por várias reformas e experimentos alternativos o resultado do cárcere era sempre o mesmo: reincidência com crimes mais graves. O autor observou que por mais que as leis penais mudasse, o número de crimes não diminuía, pois a quantidade de condutas consideradas criminosas permaneciam iguais. O cárcere não corrige o homem, mas o torna cada vez menos adaptado para viver em sociedade. Assim, não importa quão reformado seja o cárcere, ele deve ser abolido.
O autor procura provar que  retirar a liberdade do homem não vai melhorá-lo, mas cultivar seus hábitos criminosos. Primeiramente, o prisioneiro não observa a justiça na penalidade que lhe é aplicada. O trabalho é um alívio para o mal que é o ócio, no entanto os trabalhos na prisão não são nada atrativos: mal remunerados, péssimas condições, punição por não cumprimento; ou seja, é mais um castigo do que um alívio. O isolamento do encarcerado é muito maléfico para o seu retorno à sociedade, isso fica ainda mais prejudicado com os severos regimes de visitas das pessoas próximas dele. Dessa forma, os sentimentos do preso vão se atrofiando pela sua constante supressão.
O autor compara as prisões aos monastérios com o seu poder de privar o homem do desejo. Esse método surge para uma finalidade prática: controlar o maior número de presos com o menor número de guardas.
Após a sociedade tornar o prisioneiro seu inimigo, quando ele sai da prisão a sociedade não oferece nenhuma chance de reintegração ao seu meio, forçando o ex-detento a cometer delitos.
O tratamento desumano dado ao encarcerado vai incutindo maus comportamentos no seu ser. Ele não se socializa, ele é apenas um número, ele sofre punições que o diminuem e tantos outros males que só agravam sua situação.
A figura dos guardas também é analisada pelo autor. Ele afirma que é impossível criar uma utopia administrativa, pois mesmo os melhores homens se corrompem com algum poder de autoridade. Assim, os guardas criam dois hábitos: um autoritário dentro do cárcere e o homem que realmente é para a sociedade; enquanto que os presos os tem como inimigos pelo seu comportamento.
A prisão não faz florescer no prisioneiro pensamentos morais e construtivos. Ela não evita que ele cometa mais crimes, muito pelo contrário. As péssimas condições do cárcere tornam os confinados em pessoas piores. Para  melhorar a condição dos criminosos, é preciso evitar que a sociedade esmague as pessoas. A fraternidade humana é tida como o melhor remédio para o desenvolvimento do homem, mesmo em condições desfavoráveis.
No entanto, o autor aponta que a propriedade privada tem alavancado o egoísmo da humanidade. As pessoas não se conhecem, temem umas às outras, desfazendo os laços necessários para essa fraternidade funcionar. A vida familiar, baseada no conceito original de comunidade desapareceu. Nela as pessoas se conheciam, se ajudavam, ofereciam suporte moral umas às outras. Esse seria o remédio para os atos antissociais cometidos pelos indivíduos.
O autor também procura abordar a questão dos deficientes mentais que seriam um risco para a sociedade. Os insanos eram tratados como bestas, eram acorrentados devido ao temor da população. Contudo, Philippe Pinel os tratou como semelhantes e os insanos agiram com gentileza com ele. O autor cita o exemplo da vila Bélgica de Gheel, que pedia para que mandassem os insanos para lá, oferecendo o devido tratamento para eles. Os deficientes eram recebidos dentro dos núcleos familiares, sendo totalmente livres e gozando da companhia da família no seu cotidiano. Melhoras significativas, ou até “milagrosas” na condição mental dessas pessoas são retratadas pelo autor. Assim, a fraternidade e a liberdade é capaz de elucidar mesmo a mente débil ou insana.
Concluindo, a prisão apenas aumenta os comportamentos antissociais do homem. A revolução deve acabar com as prisões, pois os delitos não serão temidos numa sociedade igualitária. Kropotkin afirma que suas ideias não são uma Utopia, pois já tem oferecido brilhantes resultados pela prática isolada.